# 沃爾森德 (肯塔基州)
沃爾森德（英語：Wallsend）是位於美國肯塔基州貝爾縣的一個非建制地區。

## 地理
沃爾森德所處的海拔為高於海平面311米（即1020英呎），而該地所採用的時區為UTC-5，即北美東部時區（EST）。同時該地設有夏令時間，為UTC-5調快一小時，即UTC-4（EDT）。